# New Milford (Connecticut)
New Milford is een plaats (town) in de Amerikaanse staat Connecticut, en valt bestuurlijk gezien onder Litchfield County.

## Demografie
Bij de volkstelling in 2000 werd het aantal inwoners vastgesteld op 27.121.

## Geografie
Volgens het United States Census Bureau beslaat de plaats een oppervlakte van
165 km², waarvan 159,5 km² land en 5,5 km² water. New Milford ligt op ongeveer 81 m boven zeeniveau.

## Plaatsen in de nabije omgeving
De onderstaande figuur toont nabijgelegen 'incorporated' en 'census-designated' plaatsen in een straal van 24 km rond New Milford.

## Overleden
- Helen Parkhurst (1886-1973), pedagoge